# Франсеш
Франсеш (фр. Fransèches) је насеље и општина у централној Француској у региону Лимузен, у департману Крез која припада префектури Обисон.
По подацима из 2011. године у општини је живело 248 становника, а густина насељености је износила 13,56 становника/km². Општина се простире на површини од 18,29 km². Налази се на средњој надморској висини од 500 метара (максималној 617 m, а минималној 372 m).

## Демографија
| 1962. | 1968. | 1975. | 1982. | 1990. | 1999. | 2011. |
| ----- | ----- | ----- | ----- | ----- | ----- | ----- |
| 357   | 341   | 287   | 248   | 239   | 267   | 248   |

График промене броја становника у току последњих година